# Красные гауры
Красные гауры (тайск. ขบวนการกระทิงแดง Krathing Daeng) — таиландская антикоммунистическая ультраправая  военизированная организация, действовавшая в середине 1970-х годов. Полное название — Объединённый фронт борьбы против коммунистического империализма. Совершили ряд нападений и терактов в отношении коммунистов и левых активистов. Активно участвовали в бойне в Таммасатском университете 6 октября 1976 года.

## Причины создания
Название «гауры» происходит от вида крупных быков, распространённого в Юго-Восточной Азии (гауры отличаются исключительными размерами и физической мощью; известны случаи, когда разъярённый гаур убивал тигра). Красный цвет символизировал готовность к кровопролитию во имя Таиланда.
Организация была создана в 1974 году по инициативе армейской спецслужбы «Отдел внутренней безопасности». Этот шаг обосновывался резким усилением коммунистического влияния в Индокитае. После Парижских соглашений 1973 и вывода американских войск из Южного Вьетнама установление коммунистических режимов во Вьетнаме, Лаосе и Камбодже стало вопросом времени. В самом Таиланде студенческие демонстрации осени 1973 привели к падению правого военного режима Танома Киттикачона—Прапата Чарусатьена. Однако таиландские правые круги, особенно армейские, заблаговременно принимали меры против коммунистической опасности. Инициатором создания гражданской антикоммунистической группировки выступил генерал Судсай Хасадин.

## Особенности социальной базы. Идеология и активность
К 1975 году «Красные гауры» насчитывали до 25 тысяч членов. Руководили офицеры с опытом войны во Вьетнаме. Рядовой актив рекрутировался из учащихся технических колледжей, старших школьников, молодых люмпенов и уголовников, бросивших учёбу подростков, отчисленных из Таммасатского университета студентов, уволенных с должностей молодых чиновников, подвергнутых дисциплинарным взысканиям солдат.
Организация сознательно ориентировалась на молодёжь с авантюрными наклонностями. Особенно привлекали «Красные гауры» тех, кто по каким-либо причинам оказался выбит из служебного или учебного ритма. В этом важное отличие «Красных гауров» от других правых организаций Таиланда — «Девятой силы» и «Сельских скаутов» — которые объединяли зажиточных крестьян, предпринимателей, буддийских монахов, адаптированных членов общества.
Идеологией «Красных гауров» был воинствующий антикоммунизм. Коммунизм (в особенности его вьетнамская, ближайшая к Таиланду, разновидность) отвергался как система тоталитарной дисциплины, ненавистная носителям молодёжно-криминальной вольницы. Кроме того, своё трудное бытовое положение члены организации относили на счёт либерального правительства, подозреваемого в уступках коммунистам.
Особенную неприязнь «Красных гауров» вызывали студенты Таммасатского университета — сравнительно благополучные в быту, левоориентированные, симпатизирующие КПТ. Сыграли роль и жёсткие принципы обучения, практиковавшиеся в Таиланде: за успеваемость младших отвечали старшие, оказывавшие давление на «подопечных». Отчисления неуспевающих осуществлялись с подачи студентов-кураторов, остающихся в университете. В результате возникали взаимные счёты и стремление к мести.
Организация финансировалось за счёт армейских субсидий. Крупная сумма была также выделена из США. Это позволяло руководящим активистам вести разгульный образ жизни в стиле криминальных авторитетов. Они также имели фактический иммунитет от уголовного преследования.
В 1974—1976 годах «Красные гауры» многократно нападали на членов компартии, левых активистов, студентов, профсоюзных функционеров (таиландские профсоюзы того периода были подвержены коммунистическому влиянию). Был совершён ряд убийств. Крупная атака «Красных гауров» на Таммасатский университет в Бангкоке произошла летом 1975. Проявленная при этом жестокость во многом предвосхитила резню октября 1976 года. Обученные военными инструкторами группы «Красных гауров» охраняли рабочих, занимавшихся дорожным строительством в районах, где действовали коммунистические партизаны. В ходе предвыборной кампании 1976 года совершались нападения на левых кандидатов.

## Таммасатская резня и переворот 6 октября 1976 года
Осенью 1976 года политическое противоборство в Таиланде достигло максимальной остроты и совпало с пиком экономического кризиса. Популярность леволиберальных сил, находившихся у власти с 1973, резко упала. Армейское командование и королевский двор запланировали контрнаступление. В страну вернулся правоконсервативный экс-премьер Таном Киттикачон, изгнанный левыми студентами тремя годами ранее. Снова начались студенческие демонстрации. Эпицентром левого движения стал Таммасатский университет.
5 октября 1976 по Бангкоку распространились слухи о непочтительном изображении левыми студентами наследного принца Вачиралонгкорна. Это вызвало массовое возмущение горожан, в огромном большинстве почитающих монархию и королевскую семью. Боевики правых организаций бросились на расправу со студентами. 6 октября 1976 произошла бойня в Таммасатском университете. Полиция и армейские подразделения расстреляли десятки человек, сотни были арестованы, многие подвергнуты пыткам. «Красные гауры» приняли в этом самое активное участие.
Официально было объявлено о гибели 46 человек, но существуют свидетельства примерно о сотне убитых. В тот же день либеральное правительство Сени Прамота было отправлено в отставку, распущен парламент, приостановлено действие конституции. Власть перешла к военной хунте во главе с адмиралом Сангадом Чалорью. Премьер-министром король назначил ультраконсервативного адвоката Танина Краивичьена, члена «Девятой силы».

## После переворота. Историческая роль
Разгром левого студенческого движения и государственный переворот 6 октября 1976 года положили конец росту коммунистического влияния в Таиланде. Пример таиландских правых вдохновлял вьетнамских и лаосских антикоммунистов на продолжение борьбы. Под руководством Судсая Хасадина «Красные гауры» активно сотрудничали с вьетнамскими боевиками Хоанг Ко Миня и лаосскими повстанцами Ванг Пао и Па Као Хэ. Однако в целом «Красные гауры» перестали быть необходимы, и с конца 1970-х их деятельность постепенно сошла на нет. По некоторым свидетельствам, король Таиланда Пхумипон Адульядет тепло отзывался о них.
Основатель организации генерал Судсай Хасадин и далее играл видную роль в политике Таиланда. В начале 1980-х годов он возглавлял канцелярию военного премьер-министра Према Тинсуланона. Другой известный активист «Красных гауров», активный участник Таммасатской бойни, лейтенант Чалермчай Матчаклам (он же «полковник Тун») впоследствии дослужился до майора, стал видной фигурой местной мафии, был осуждён на смертную казнь за убийство высокопоставленного чиновника, помилован королём, освобождён в 2015 году после 14 лет заключения и вновь арестован в 2016 за продолжение криминальной деятельности.
«Красные гауры» явили собой одну из ударных сил таиландского антикоммунизма. Критически настроенные комментаторы сравнивали их с нацистскими штурмовыми отрядами. В этом же контексте можно упомянуть Антикоммунистический альянс Аргентины и итальянские неофашистские организации 1970-х годов.